# ヤースナヤ・ポリャーナ

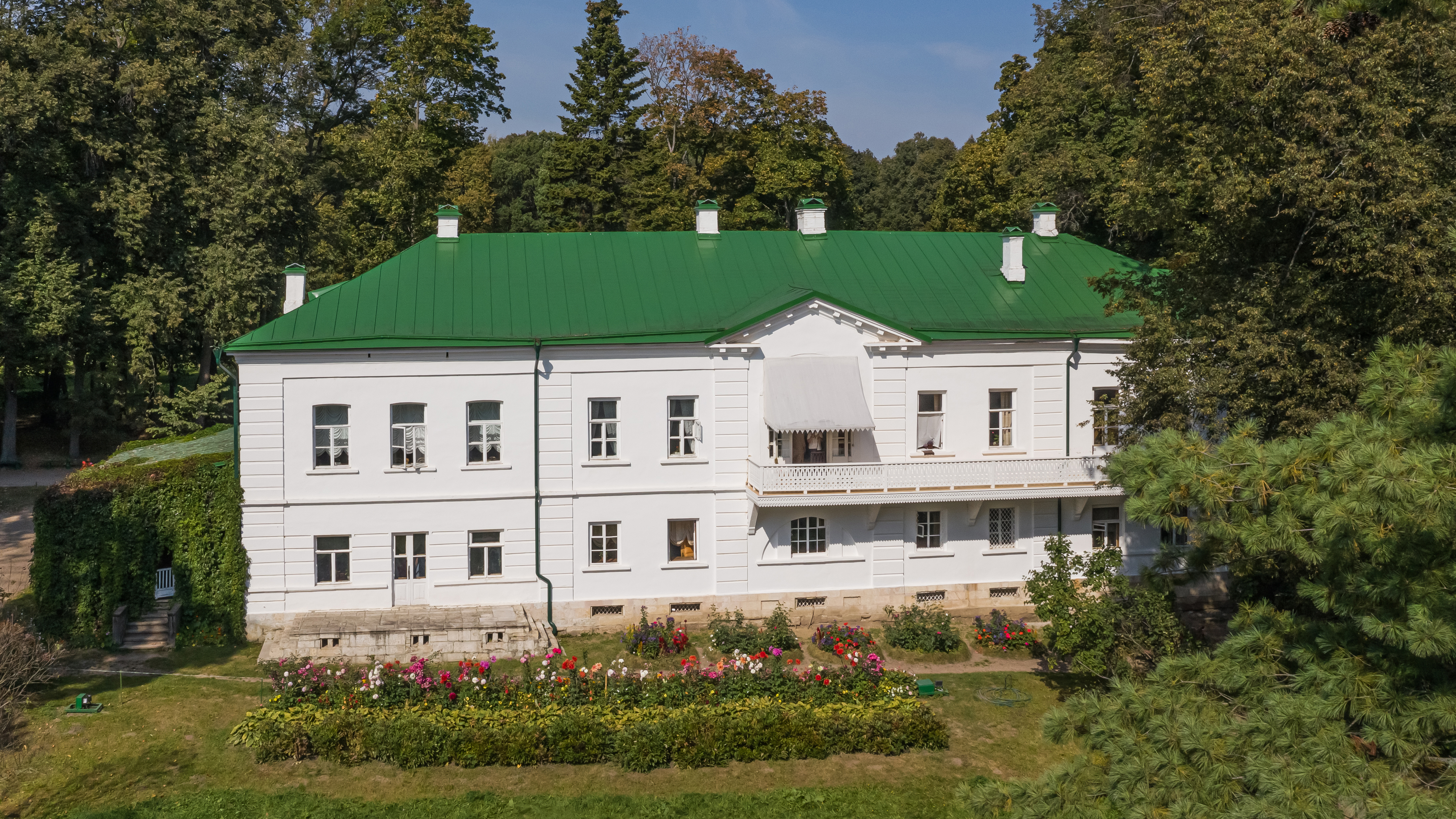
ヤースナ・ポリャーナのトルストイの屋敷

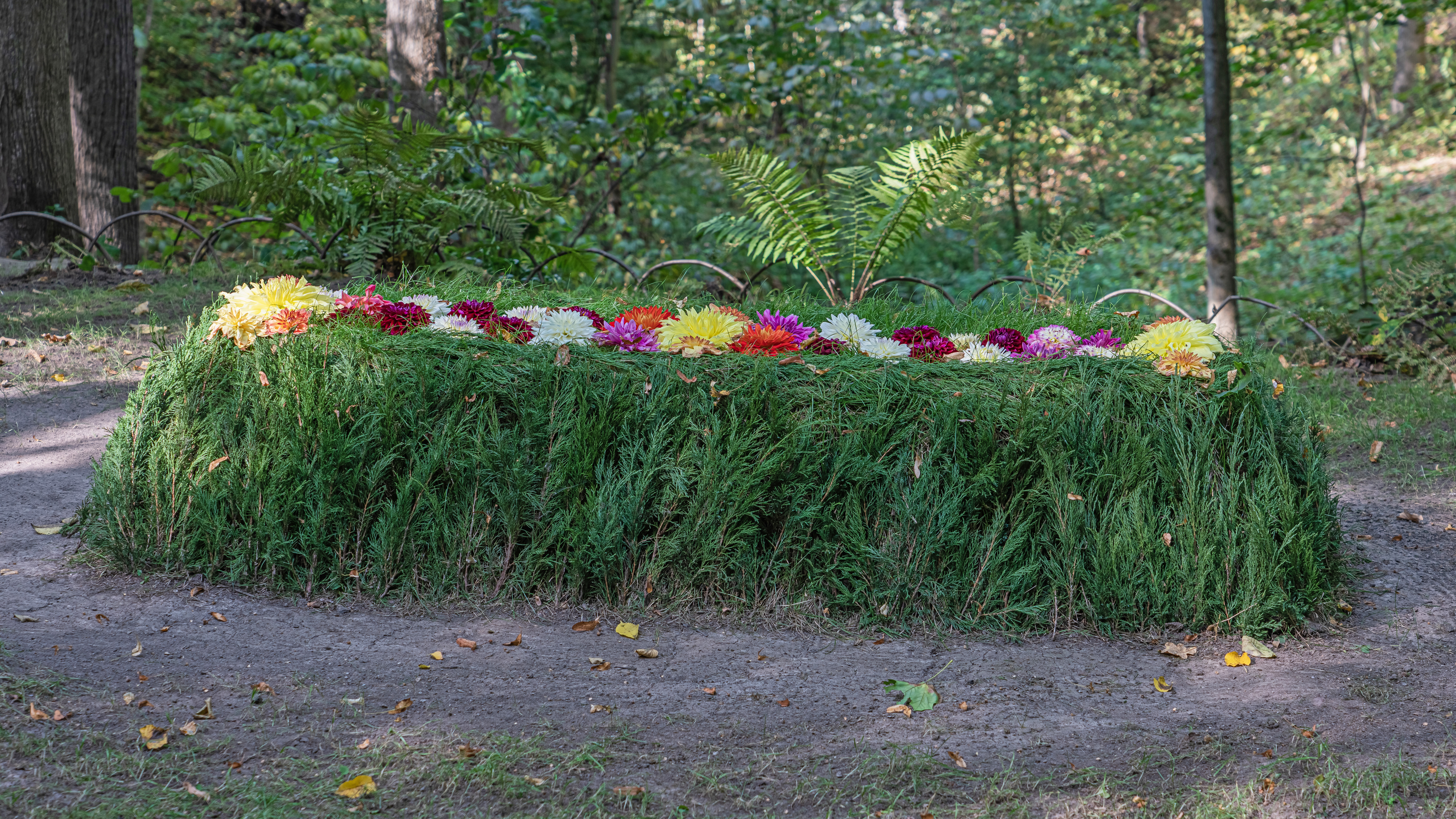
トルストイの墓所

ヤースナヤ・ポリャーナ （露: Ясная Поляна、意味は「明るい林間の空き地」) は、作家レフ・トルストイが生涯を過した居宅であり、ロシア連邦、トゥーラの12km南西に位置する。トルストイはここで誕生し、生活し、そしてこの地に埋葬されており、トルストイが亡くなった直後、地所は記念博物館とすることになった。それはまず作家の娘であったアレクサンドラ・トルストイによって着手された。博物館の現在の館長もまたトルストイの子孫（en:Tolstoy（トルストイ家）参照）である。

## 歴史
ヤースナヤ・ポリャーナは、16世紀末以来このような形で存続している。作家トルストイの母方の祖父のあたり、かつてエカチェリーナ2世の時代に後宮の高官を務めたニコライ・セルゲーヴィチ・ヴァルコンスキイがここを所有し、公職を辞してから1821年に没するまでここで静かな余生を送った。
軍籍に身を置いていたトルストイの父は、ナポレオン戦争（1803年–1815年）からの帰還後にヴァルコンスキイの娘マリヤと結婚、この地を新居とした。ここでトルストイは、幼少の頃に産後の肥立ちから母を失うが、トルストイらの養育を手助けしてくれる親戚や肉親に育まれながらこの地で成長した。
領地には、二つの検問所のある正門から入っていく。白樺の並木通を通って本宅に入っていくようになっていたが、この建物は現在ではもはや存在しない。トルストイの父親は、この領地に三つの沼地のあるイギリス風の庭園を増設した。
レフ・トルストイはこの領地を18歳で相続した。領地には当時、1,800ヘクタールの土地と三つの村、そして300人の農奴がいた。この
300人というのは、労働のできる年齢の男性のみの数である。
トルストイのかなり浪費的な生活の変遷で、21歳になるまでその相続財産の大部分を使い果たしてしまった。まず村々が売られた。彼が27歳でコーカサス戦争から戻ってきた後、彼は隣接した建物に農民のための学校を設立した。それの運営資金に充てるため本宅も売り払われた。
彼は、ヤースナ・ポリャーナの質素な墓所に埋葬されている。彼は教会からは破門されていたためである。

## 現在の博物館
博物館には、作家の蔵書22,000冊を収めた図書室を始めとしてさまざまな私物や家具調度の類がある。トルストイがかの文学的記念碑『戦争と平和』、『アンナ・カレーニナ』を執筆したそのままになっている。
博物館には、作家の屋敷の他に、農夫の子供たちのために彼が設立した学校、トルストイの墓地を含む公園などがある。第二次世界大戦の間は、この地所はドイツ軍に占拠され、荒らされた。 しかし、もっとも貴重な遺品などはそれ以前にソヴィエト政府が別の場所に移し保管していた。戦後、屋敷はトルストイが生きていた頃と寸分たがわないように復元され、ヤースナヤ・ポリャーナは、ロシア国内で旅行者に非常に魅力的なツアースポットとして今も存在している。

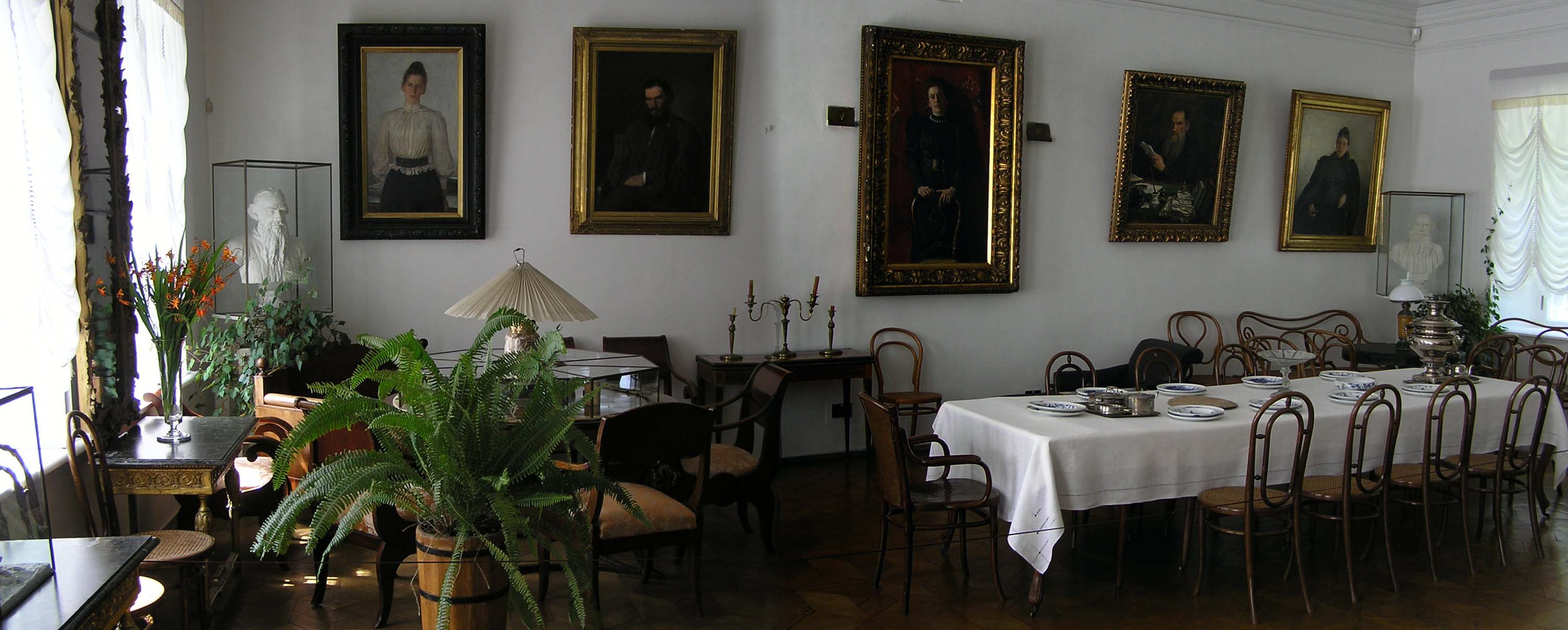
ヤースナ・ポリャーナの食堂

## アクセス
- トゥーラのモスコフスキー駅からトロリーバス5番で停留所「ペドインスティトゥト （Pedinstitut＝教育大学）」まで乗車。その後バス114番、117番、280番で停留所「ヤースナヤ・ポリャーナ」まで乗車[2]。
- かつては急行列車「ヤースナヤ・ポリャーナ号」がモスクワの主要ターミナルのひとつクールスキー駅（en）からヤースナヤ・ポリャーナ駅を経由して運行されていた（土・日のみ）[3]。ヤースナヤ・ポリャーナ駅から連絡バスで約10分。

## 参考
- Музей «Ясная Поляна» 公式ウェブサイト（ロシア語）（ドイツ語）（英語）
- 文学的なヤースナヤ・ポリャーナの週末（ロシアNOW）

座標: 北緯54度04分34秒 東経37度31分34秒 / 北緯54.07611度 東経37.52611度